# Feliks Kos
Feliks Kos herbu własnego (1570–1618) – kanonik warmiński, opat cystersów w Pelplinie.
Syn Mikołaja Kosa i Justyny, córki Feliksa Konarskiego. 1596 zapisał się do Kolegium jezuitów w Braniewie. Po dwuletniej nauce wyjechał wraz z bratem Andrzejem na studia zagraniczne. W 1598 wstąpił na uniwersytet w Ingolstadt, a w 1601 na Uniwersytet Padewski.
Po powrocie do Polski został sekretarzem Zygmunta III. Z racji tej funkcji w 1606, 1607, 1608, 1613, 1617 uczestniczył jako poseł królewski w sejmikach generalnych Prus Królewskich. Po śmierci Stanisława Reszki wybrano go w 1600 kanonikiem warmińskim, jednak wskutek procesu kanonicznego stanowiska nie objął (nominację papieską na to stanowisko otrzymał Wawrzyniec Koch). Kanonię warmińską otrzymał dopiero 26 marca 1610 po śmierci Tomasza Tretera, a zrezygnował z niej kilka miesięcy później, otrzymawszy z prezenty królewskiej godność opata pelplińskiego (14 czerwca 1610 wybrany przez konwent pelpliński).
20 sierpnia 1610 rozpoczął nowicjat w Oliwie. 4 września 1611 złożył śluby zakonne na ręce swego wuja, opata Dawida Konarskiego, a 8 września otrzymał sakrę opacką z rąk biskupa kujawskiego Wawrzyńca Gembickiego. 13 stycznia 1615 został prowincjałem polskiej prowincji zakonu cystersów. Był zwolennikiem współpracy cystersów z jezuitami, którym powierzył przeprowadzenie reformy życia religijnego w opactwie pelplińskim. Zakończył długoletni spór z biskupami kujawskimi o posiadłość Chmielniki Pelplińskie pod Gdańskiem, przekazując ją jezuitom ze Starych Szkotów.
Okazał się dobrym gospodarzem. W posiadłościach opactwa pelplińskiego prowadził akcję osadniczą, zakładał stawy rybne, przyczynił się do upiększenia kościoła opackiego, dla którego ozdobienia sprowadził znanych artystów gdańskich. W 1612 ufundował renesansowe stalle, w 1611 ołtarz św. Trójcy z malowidłami Hermana Hana, u którego w 1613 zamówił też obrazy do ołtarza Marii Magdaleny.
Zmarł 1 kwietnia 1618 w Oliwie, dokąd odprowadzał zwłoki swojego młodszego brata Andrzeja z Sobowidza (zm. 24 lutego 1618) i 15 maja tegoż roku został pochowany w tamtejszym kościele opackim. Zachowała się płyta nagrobna, 1970/71 przeniesiona na ścianę nawy południowej.